# 武伯欣
武伯欣，汉族，中国人民公安大学教授，甘肃政法大学特聘教授，公安部全国公安科技先进个人，研究生导师，犯罪心理分析、心理测试技术专家。根据中国中央电视台对他的报道，他在2014年前的20多年里对嫌疑人进行过一万多次测谎，曾号称“从未冤枉过一个没有作案的人”。但经他测谎指认的河南5·30灭门案当事人马廷新，“云南戒毒警杀妻案”当事人杜培武和钟祥贺集二中投毒案四名当事人最后均被确定无罪释放。在媒体问及他关于钟祥贺集二中投毒案时，武称“这种案子属于‘疑罪从无’...只是因为案件的侦查没有取得进展，没有找到证据证明，不能认定心理测试的结果有误”。